# Copa Hopman de 1998
A Copa Hopman de 1998 foi a 10ª edição do torneio entre países do tênis em mistas, organizada pela Federação Internacional de Tênis.
Karina Habšudová e Karol Kučera da Eslováquia bateram os franceses Mary Pierce e Cédric Pioline na final